# Cacostola mexicana
Cacostola mexicana là một loài bọ cánh cứng trong họ Cerambycidae.